# Inning am Holz
Pour les articles homonymes, voir Inning.
Inning am Holz est une commune de Bavière (Allemagne), située dans l'arrondissement d'Erding, dans le district de Haute-Bavière.